# Unterseeboot 583
L'Unterseeboot 583 ou U-583 est un sous-marin allemand (U-Boot) de type VIIC utilisé par la Kriegsmarine pendant la Seconde Guerre mondiale.
Le sous-marin est commandé le 8 janvier 1940 à Hambourg (Blohm & Voss), sa quille posée le 1er octobre 1940, il est lancé le 26 juin 1941 et mis en service le 14 août 1941, sous le commandement du Kapitänleutnant Heinrich Ratsch.
L'U-583 ne mène aucune patrouille de guerre, car il coule en mer Baltique lors d'une collision avec un autre U-Boot pendant sa période d'entraînement initial en novembre 1941.

## Conception
Unterseeboot type VII, l'U-583 avait un déplacement de 769 tonnes en surface et 871 tonnes en plongée. Il avait une longueur totale de 67,10 m, un maître-bau de 6,20 m, une hauteur de 9,60 m et un tirant d'eau de 4,74 m. Le sous-marin était propulsé par deux hélices de 1,23 m, deux moteurs diesel Germaniawerft M6V 40/46 de 6 cylindres en ligne de 1 400 cv à 470 tr/min, produisant un total de 2 060 à 2 350 kW en surface et de deux moteurs électriques BBC GG UB 720/8 de 375 cv à 295 tr/min, produisant un total 550 kW, en plongée. Le sous-marin avait une vitesse en surface de 17,7 nœuds (32,8 km/h) et une vitesse de 7,6 nœuds (14,1 km/h) en plongée. Immergé, il avait un rayon d'action de 80 milles marins (150 km) à 4 nœuds (7,4 km/h; 4,6 milles par heure) et pouvait atteindre une profondeur de 230 m. En surface son rayon d'action était de 8 500 milles nautiques (soit 15 700 km) à 10 nœuds (19 km/h).
L'U-583 était équipé de cinq tubes lance-torpilles de 53,3 cm (quatre montés à l'avant et un à l'arrière) qui contenait quatorze torpilles. Il était équipé d'un canon de 8,8 cm SK C/35 (220 coups) et d'un canon antiaérien de 20 mm Flak. Il pouvait transporter 26 mines TMA ou 39 mines TMB. Son équipage comprenait 4 officiers et 40 à 56 sous-mariniers.

## Historique
Il reçut sa formation de base au sein de la 5. Unterseebootsflottille jusqu'à son accident, n'ayant pas fini sa période de formation.
Le 15 novembre 1941 à 21 h 48, le sous-marin effectuait des exercices d'entrainement en mer Baltique près de Gdańsk, lorsqu'il entra en collision avec l'U-153. L'U-583 disparut corps et biens à la position 55° 23′ N, 17° 05′ E, au nord de Stolpmünde (Pologne).
Les 45 hommes d'équipage sont morts dans cet accident.

## Commandement
- Kapitänleutnant Heinrich Ratsch du 14 août 1941 au 15 novembre 1941.

## Affectations
- 5. Unterseebootsflottille du 14 août 1941 au 15 novembre 1941 (Période de formation).